# Mussoorie
Mussoorie (o Mussooree, Masuri, Musoori) è una suddivisione dell'India, classificata come municipal board, di 26.069 abitanti, situata nel distretto di Dehradun, nello stato federato dell'Uttarakhand. In base al numero di abitanti la città rientra nella classe III (da 20.000 a 49.999 persone).

## Geografia fisica
La città è situata a 30° 26' 60 N e 78° 4' 60 E e ha un'altitudine di 1.825 m s.l.m.

## Società

### Evoluzione demografica
Al censimento del 2001 la popolazione di Mussoorie assommava a 26.069 persone, delle quali 14.721 maschi e 11.348 femmine. I bambini di età inferiore o uguale ai sei anni assommavano a 2.508, dei quali 1.344 maschi e 1.164 femmine. Infine, coloro che erano in grado di saper almeno leggere e scrivere erano 20.666, dei quali 12.421 maschi e 8.245 femmine.